# Aldo Tomasini
Aldo Tomasini (15 settembre 1952) è un ex mezzofondista italiano.

## Biografia
Nel 1973 ha partecipato alla prima edizione di sempre dei mondiali di corsa campestre, piazzandosi in quinta posizione nella gara juniores e vincendo la medaglia d'argento a squadre; a livello seniores ha poi partecipato in altre due occasioni a tale manifestazione, nel 1974 e nel 1975, ottenendo un cinquantanovesimo ed un sessantacinquesimo posto. Nel 1974 ha inoltre gareggiato ai campionati europei indoor nei 3000 m, venendo eliminato in batteria.
Nel 1972 e nel 1973 è stato campione italiano nei 5000 m, mentre nel 1975 ha vinto il titolo nazionale indoor nei 3000 m e nel 1972 quello nella staffetta 4x800 m; ha inoltre conquistato anche complessive tre medaglie d'argento e tre di bronzo ai campionati italiani, su varie specialità del mezzofondo e della corsa campestre.

## Palmarès
| Anno | Manifestazione              | Sede     | Evento         | Risultato | Prestazione | Note |
| ---- | --------------------------- | -------- | -------------- | --------- | ----------- | ---- |
| 1973 | Mondiali di corsa campestre | Waregem  | Corsa juniores | 5º        | 21'27"      |      |
| 1973 | Mondiali di corsa campestre | Waregem  | A squadre      | Argento   | 22 p.       |      |
| 1974 | Mondiali di corsa campestre | Monza    | Corsa seniores | 65º       |             |      |
| 1974 | Mondiali di corsa campestre | Monza    | A squadre      | 8º        | 278 p.      |      |
| 1974 | Europei indoor              | Göteborg | 3000 m         | Batteria  | 8'05"19     |      |
| 1975 | Mondiali di corsa campestre | Rabat    | Corsa seniores | 59º       |             |      |
| 1975 | Mondiali di corsa campestre | Rabat    | A squadre      |           |             |      |

## Campionati nazionali
1970
- 4º ai campionati italiani assoluti, 10000 m piani - 30'40"6

1971
- Bronzo ai campionati italiani assoluti, 5000 m piani - 14'36"0

1972
- Oro ai campionati italiani assoluti, 5000 m piani - 14'13"2
- Oro ai campionati italiani assoluti, staffetta 4x800 m - 7'51"8 (in squadra con Giorgio Cailotto, Francesco Dal Corso ed Adelio Diamante)
- Bronzo ai campionati italiani assoluti indoor, 3000 m piani - 8'04"6
- 8º ai campionati italiani di corsa campestre - 30'13"4

1973
- Oro ai campionati italiani assoluti, 5000 m piani - 14'31"8
- Argento ai campionati italiani di corsa campestre - 30'39"2

1974
- Bronzo ai campionati italiani assoluti, 5000 m piani - 14'01"5
- Argento ai campionati italiani indoor, 3000 m piani - 8'01"4
- 4º ai campionati italiani di corsa campestre - 37'30"

1975
- 8º ai campionati italiani assoluti, 5000 m piani - 14'22"6
- Oro ai campionati italiani assoluti indoor, 3000 m piani - 8'00"6
- Argento ai campionati italiani di corsa campestre - 39'53"6

1976
- 12º ai campionati italiani assoluti, 5000 m piani - 14'44"8

## Altre competizioni internazionali
1972
- 10º al Giro al Sas ( Trento), 12 km - 40'13"

1973
- Argento al Giro al Sas ( Trento), 12 km - 38'36"5

1973
- 4º alla Cinque Mulini ( San Vittore Olona) - 31'39"4

1975
- Argento al Rieti Meeting ( Rieti), 5000 m piani - 13'57"82
- 5º al Campaccio ( San Giorgio su Legnano) - 41'31"

1978
- 14º alla Cinque Mulini ( San Vittore Olona)

1980
- 7º al Giro al Sas ( Trento)

1982
- 5º al Cross della Vallagarina ( Villa Lagarina)

1983
- 7º al Cross della Vallagarina ( Villa Lagarina)